# Dr. Jekyll and Mr. Hyde (1941)
Dr. Jekyll and Mr. Hyde is een Amerikaanse horrorfilm uit 1941 onder regie van Victor Fleming. Het scenario is gebaseerd op de gelijknamige novelle uit 1886 van de Schotse auteur Robert Louis Stevenson.

## Verhaal
Dokter Jekyll maakt een drankje dat ervoor zorgt dat zijn alter ego Mr. Hyde tijdelijk de overhand krijgt. Mr. Hyde is een groot, sterk, maar ook monsterachtig lelijk mens. Als Mr. Hyde durft Dr. Jekyll echter allerlei dingen te ondernemen waar hij als zichzelf niet over zou peinzen. Het lijkt allemaal heel mooi, totdat Hyde steeds meer de overhand begint te krijgen en bovendien begint te moorden.

## Rolverdeling
| Acteur            | Personage             |
| ----------------- | --------------------- |
| Spencer Tracy     | Dr. Jekyll / Mr. Hyde |
| Ingrid Bergman    | Ivy Peterson          |
| Lana Turner       | Beatrix Emery         |
| Donald Crisp      | Charles Emery         |
| Ian Hunter        | Dr. John Lanyon       |
| Barton MacLane    | Sam Higgins           |
| C. Aubrey Smith   | Bisschop              |
| Peter Godfrey     | Poole                 |
| Sara Allgood      | Mevrouw Higgins       |
| Frederick Worlock | Dr. Heath             |
| William Tannen    | Fenwick               |
| Frances Robinson  | Marcia                |
| Denis Green       | Freddie               |
| Billy Bevan       | Weller                |
| Forrester Harvey  | Prouty                |